# Fabio Olivieri
Fabio Olivieri (Pesaro, 29 de abril de 1658 - Roma, 9 de fevereiro de 1738) foi um cardeal do século XVIII

## Biografia
Nasceu em Pesaro em 29 de abril de 1658. Filho de Gian Andrea Olivieri e Giulia Albani. Primo do Papa Clemente XI. Parente do cardeal Annibale Albani (1711). Seu sobrenome também está listado como Abati Olivieri; e como Abbati Olivieri.
Ordenado (sem mais informações encontradas). Por intercessão do cardeal Gian Francesco Albani, de quem era primo, recebeu pela primeira vez um rico benefício da basílica patriarcal vaticana, que trocou alguns anos depois com um canonizado da basílica patriarcal de Latrão. Nomeado assistente do secretariado dos Briefs. Foi nomeado secretário dos Breves em 24 de novembro de 1700. Nomeado referendário das Assinaturas da Justiça e da Graça em 22 de maio de 1706. Nomeado pró-prefeito dos Palácios Apostólicos em 1º de outubro de 1712; ocupou o cargo até 6 de maio de 1715. Foi também ecônomo da Fabbrica di S. Pietro e membro das Congregações dos Ritos, Indulgências e Propaganda Fide.
Criado diácono no consistório de 6 de maio de 1715. Recebeu o barrete vermelho e o diaconato de Ss. Vito, Modesto e Crescenzia, 23 de setembro de 1715. Participou do conclave de 1721, que elegeu o Papa Inocêncio XIII. Participou do conclave de 1724, que elegeu o Papa Bento XIII. Participou do conclave de 1730, que elegeu o Papa Clemente XII.
Morreu em Roma em 9 de fevereiro de 1738. Enterrado no chão da igreja de Ss. Vito, Modesto e Crescenzia, Roma (1) .